# الاتحاد الدولي للكاراتيه
.

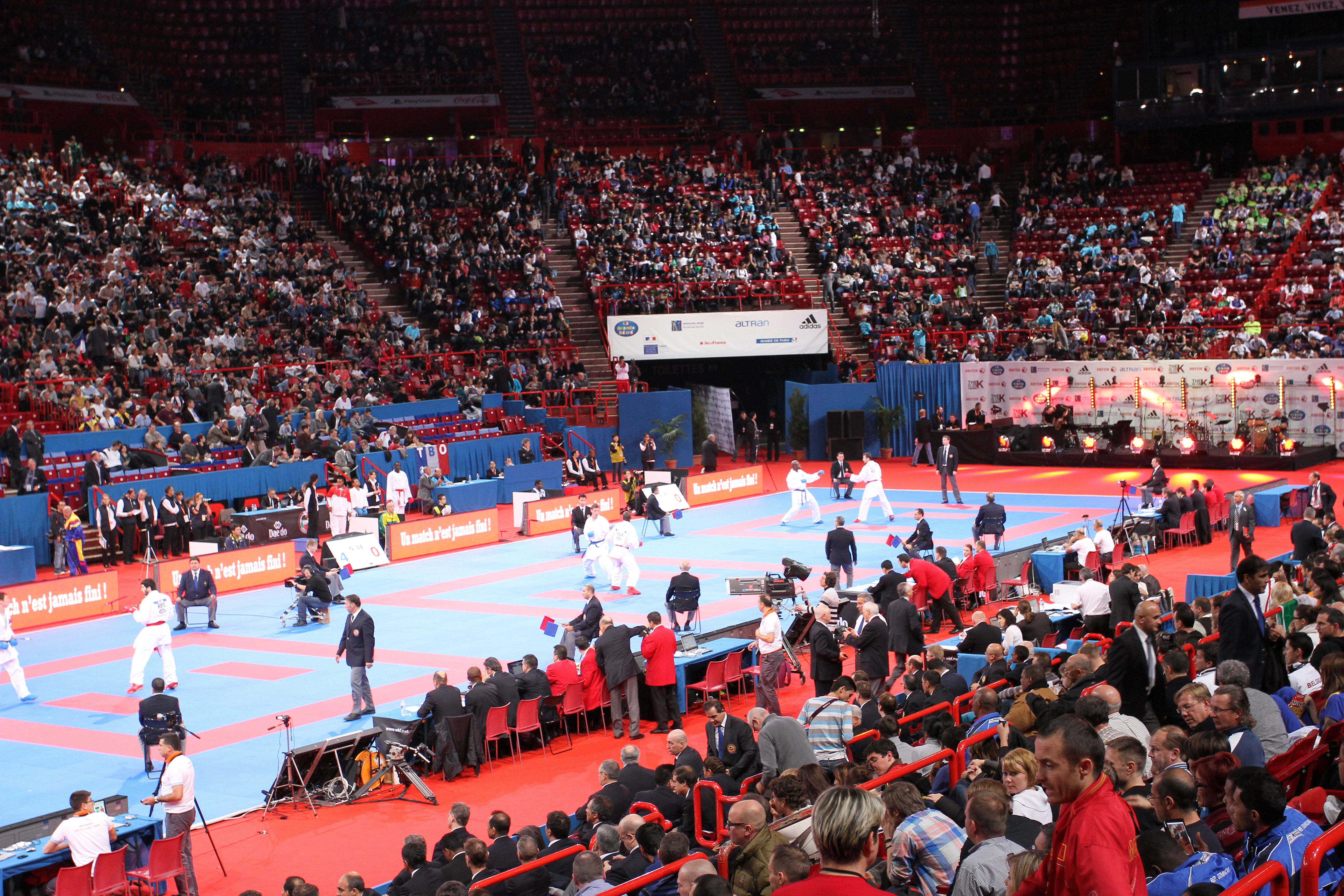
بطولة الكاراتيه المنظمة في باريس، سنة 2012 من قبل الاتحاد الدولي للكاراتيه

الاتحاد العالمي للكاراتيه ، بالإنجليزي (World Karate Federation (WKF هو الجهاز الرئيسي الوحيد في العالم المعترف به من قبل اللجنة الأولمبية الدولية لرياضة الكاراتيه، وأكبر تجمع عالمي لرياضة الكاراتيه.
تأسس الاتحاد في يونيو 1970 بمدريد تحت ٱسم منظمة الاتحاد العالمي للكاراتيه دو من طرف رئيس المنظمة السابق الفرنسي جاك ديلكورت والذي كان إلى حدود وفاته سنة 2011 رئيس المنظمة الفخري، حاليا يرأس الاتحاد الإسباني أنطونيو إسبينوس.

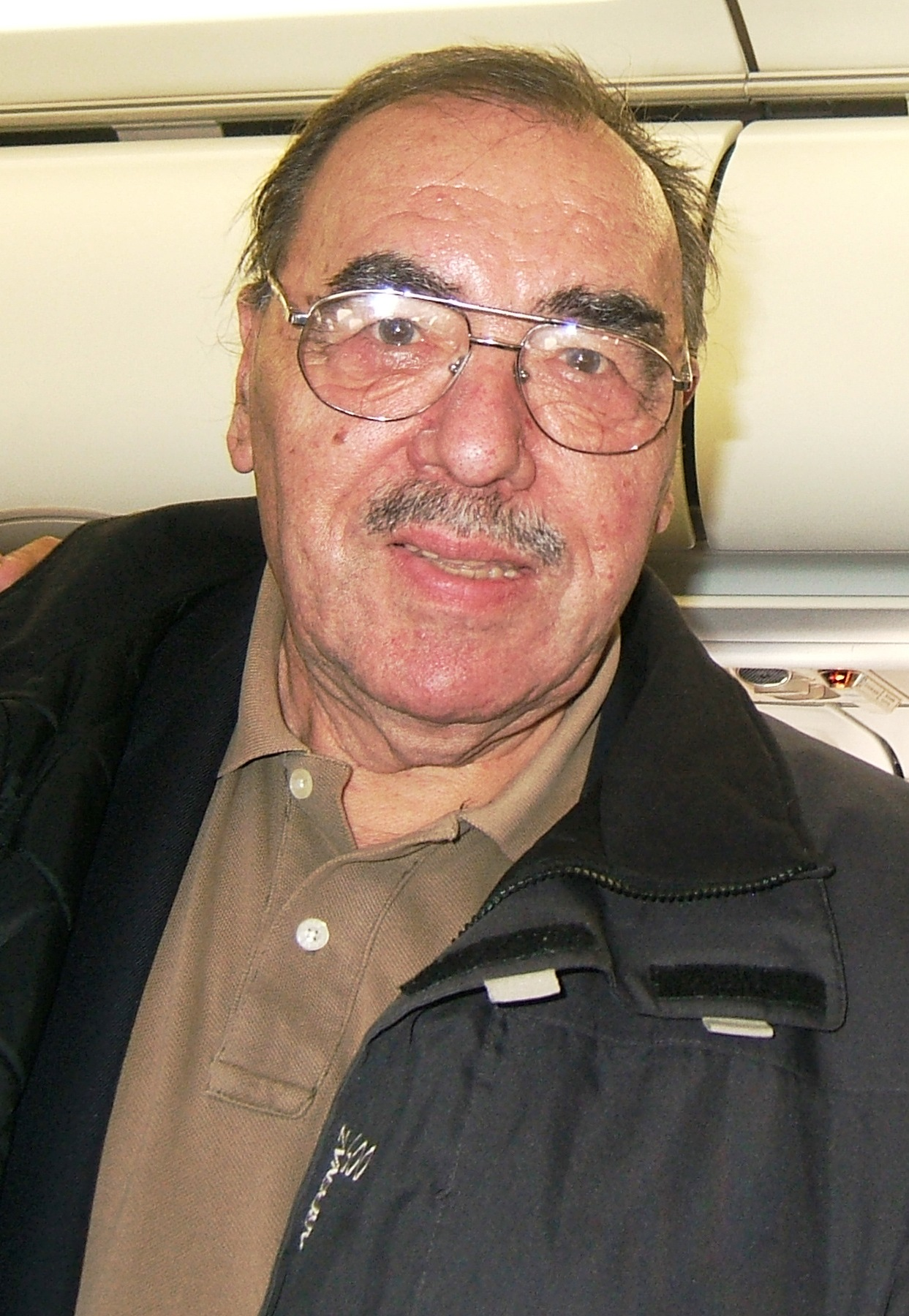
الفرنسي جاك ديلكورت مؤسس الاتحاد العالمي للكاراتيه ورئيسه السابق

ومن أساليب الكاراتيه المعترف بها من قبل (WKF) نجد شوتوكان، وادو ريو، وغوجوريو وشيتوريو. حيث ينظم الاتحاد (WKF) في كل سنتين منذ عام إنشائه بطولة العالم للكاراتيه فئة الكبار إضافة لبطولة العالم للكاراتيه فئة الشباب والناشئين التي جرى العمل بها منذ سنة 1999.

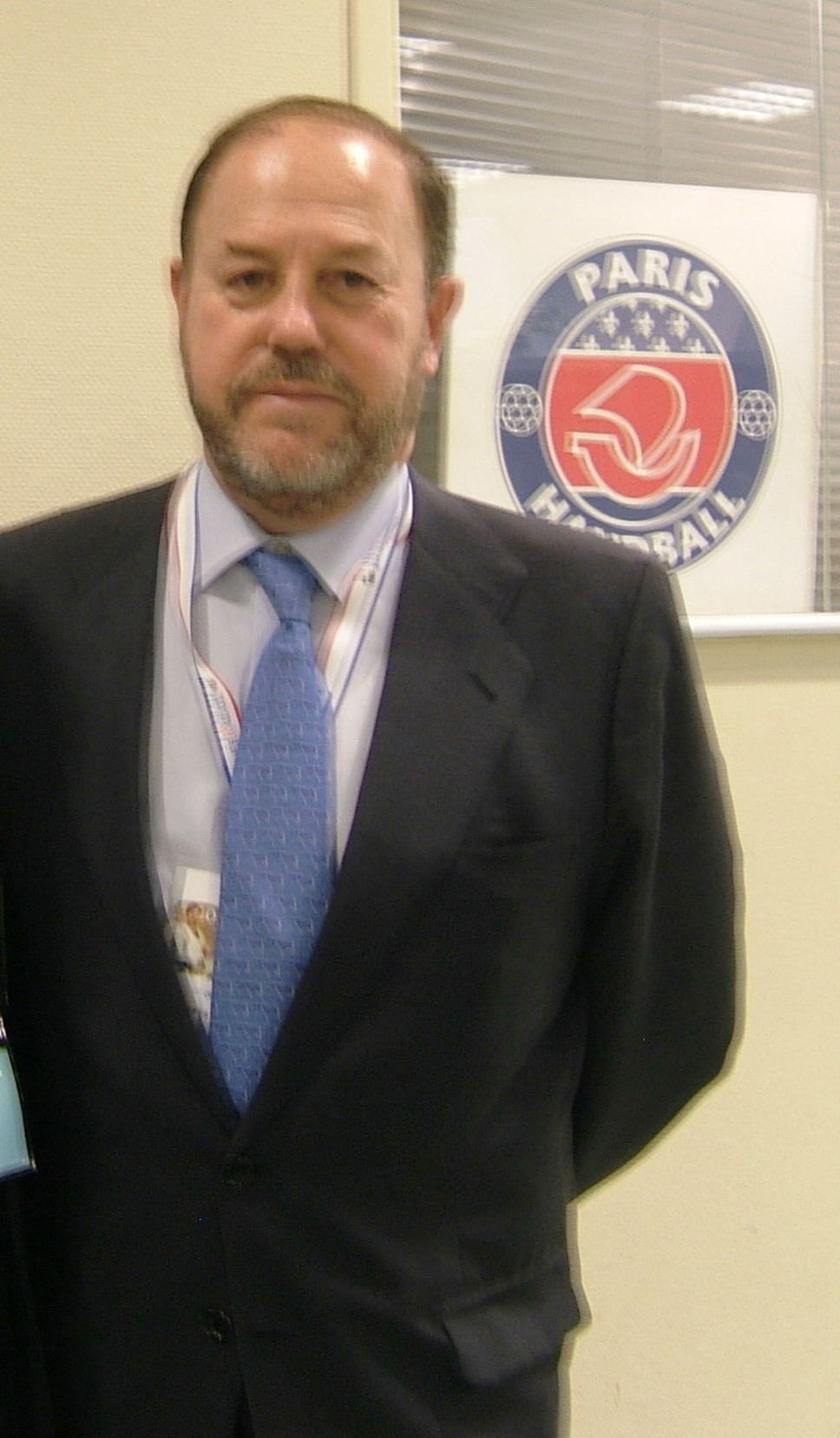
رئيس الحالي للإتحاد الإسباني أنطونيو إسبينوس